# Rue du Paon-Saint-André
Pour les articles homonymes, voir Rue du Paon.
La rue du Paon-Saint-André, ou plus simplement rue du Paon, est une ancienne rue de Paris, qui était située dans le quartier de l'École-de-Médecine et qui a disparu lors du percement du boulevard Saint-Germain. Elle est renommée rue Larrey en 1851 avant d'être supprimée officiellement en 1866 (et dans les faits en 1875-1876). Elle ne doit donc pas être confondue avec l'actuelle rue Larrey dans le 5e arrondissement.

## Situation
Cette rue qui existait déjà sous le nom de « rue du Paon-Saint-André » en 1246, commençait aux 7-9, rue du Jardinet et finissait aux 22-24, rue de l'École-de-Médecine et était située dans l'ancien 11e arrondissement de Paris, quartier de l'École de Médecine.
Les numéros de la rue étaient noirs. Le dernier numéro impair était le no 11 et le dernier numéro pair était le no 8.

## Origine du nom
La rue doit son nom à une enseigne.

## Historique
Cette rue existait déjà sous le nom de « rue du Paon-Saint-André » en 1246. Elle était alors tout près des murs de l'enceinte de Philippe Auguste.
Elle est citée dans Le Dit des rues de Paris de Guillot de Paris sous la forme « rue du Puon ».
Elle est citée sous le nom de « rue du Pan » dans un manuscrit de 1636.
En 1850, la commission municipale de la ville de Paris demande que la rue du Paon soit renommée rue Larrey (la rue Larrey actuelle étant alors dénommée rue de la Fontaine). Ce renommage fait partie d'un programme plus large, la rue de Touraine devant être renommée rue Dupuytren en hommage au chirurgien Guillaume Dupuytren et la rue Sainte-Anne-en-la-Cité devant être renommée rue Boileau (rue aujourd'hui disparue lors de l'agrandissement du palais de justice de Paris). Le changement de nom officiel de la rue a lieu en 1851.
En 1866, le percement du prolongement du boulevard Saint-Germain est déclaré d'utilité publique, ce qui entraîne la suppression de la rue.
Les maisons de la rue Larrey sont démolies fin novembre 1875, à l’exception de la maison à tourelle qui faisait angle avec la rue de l’École-de-Médecine, démolie en février 1876.

La rue Larrey photographiée par Charles Marville vers 1869.
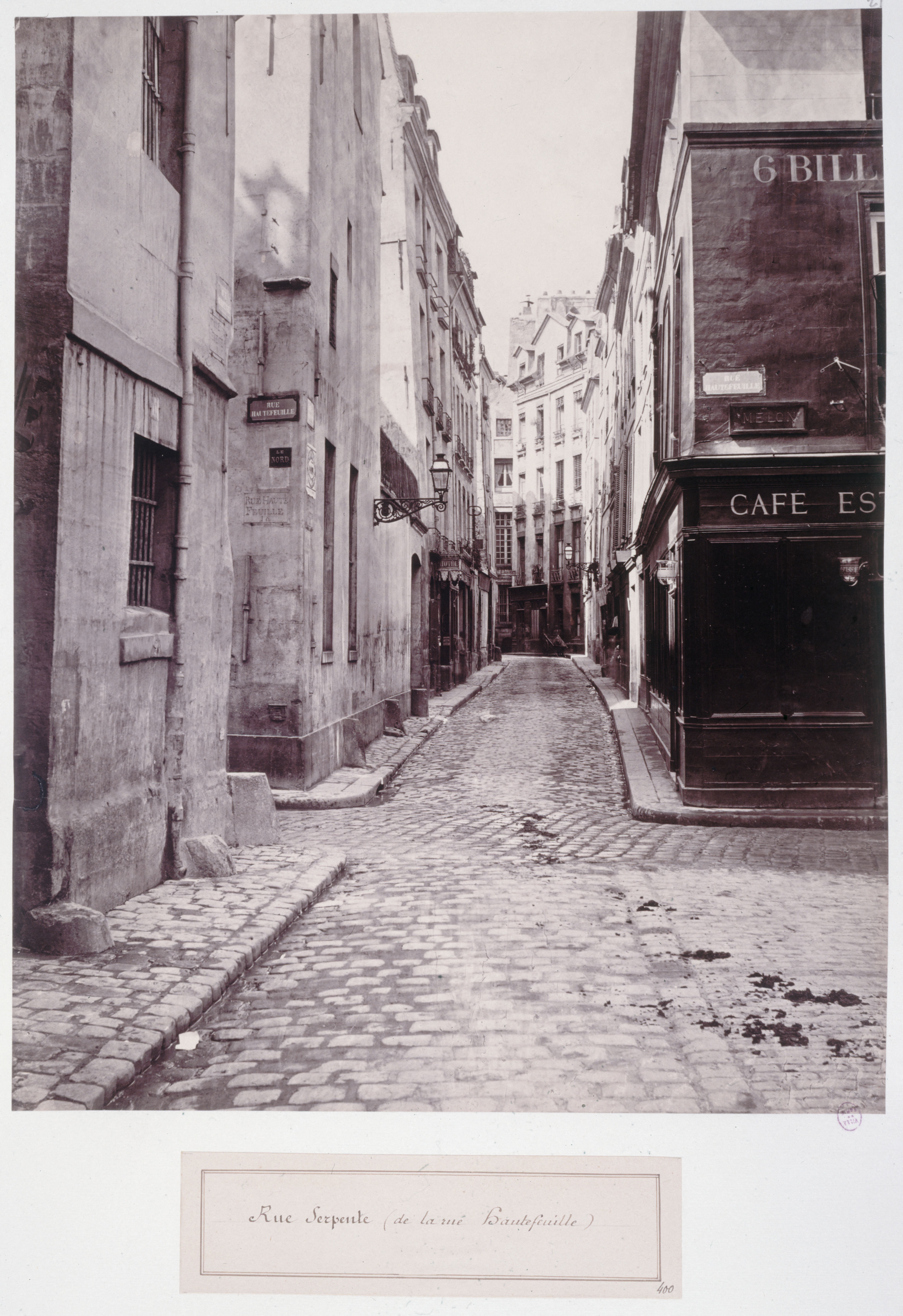
Vue prise depuis la rue de l'École-de-Médecine.
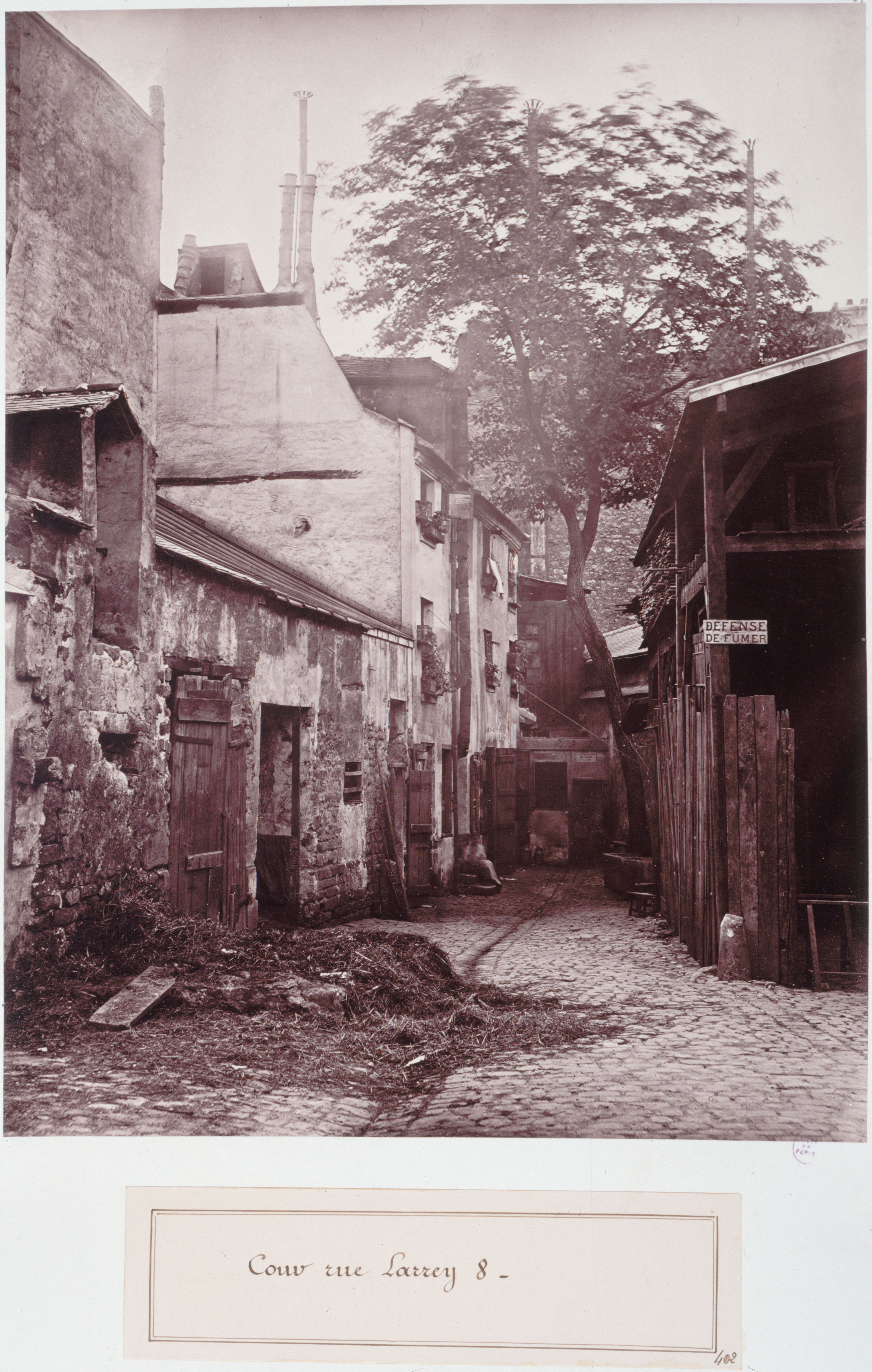
Cour du no 8.
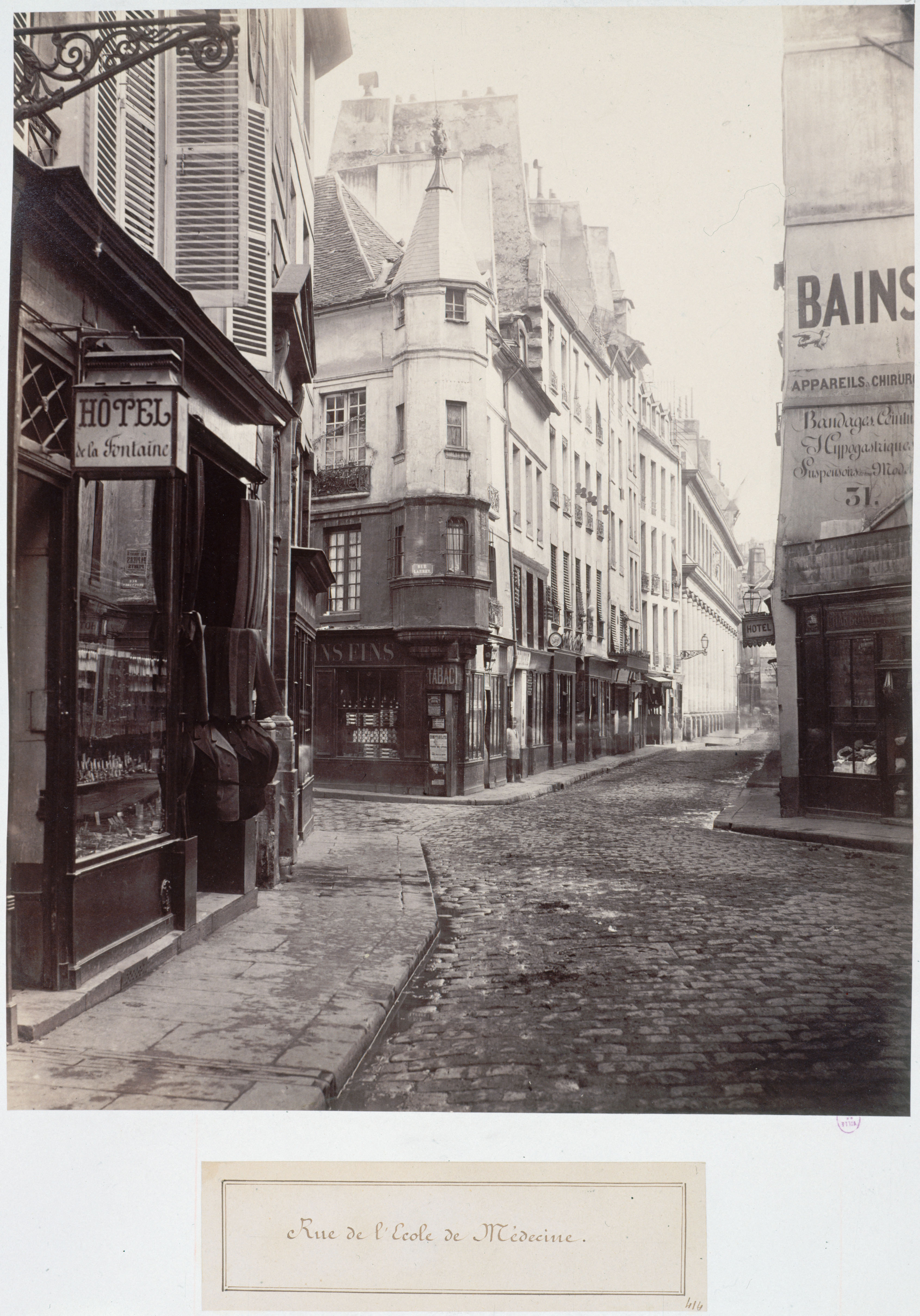
Tourelle à l'angle de la rue de l'École-de-Médecine.
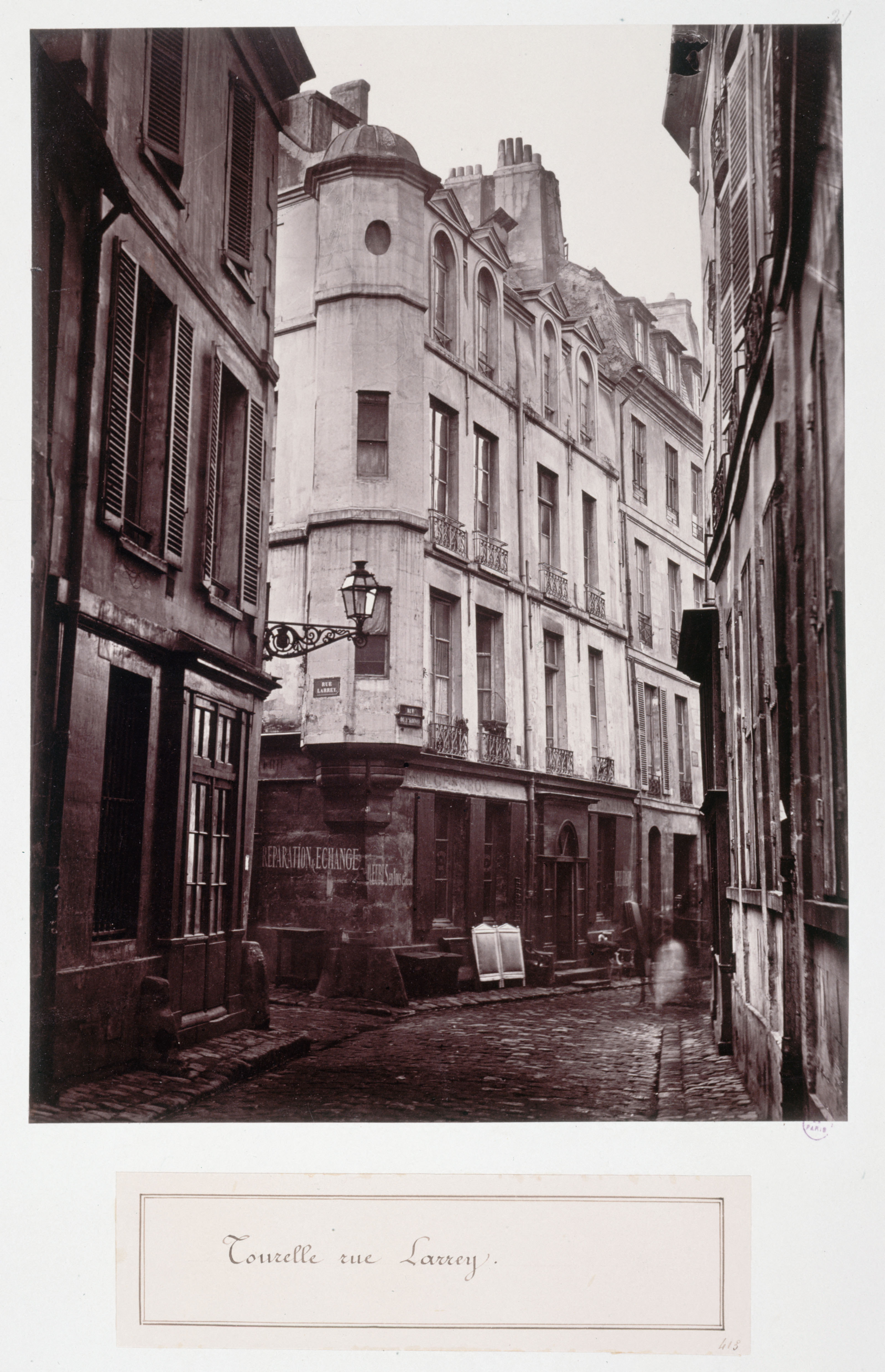
Tourelle à l'angle de la rue du Jardinet.

## Bâtiments remarquables et lieux de mémoire
- No 8 : emplacement de l'hôtel de Tours.
- La porte Saint-Germain y était située.

### Hôtel de Tours
L'hôtel de Tours était initialement un hôtel qui fut transformé en maison garnie et qui portait comme enseigne l'Hôtel de Tours.
Il était situé vis-à-vis le cul-de-sac de la rue du Paon.
Henri Sauval indique que les archevêques de Tours avaient leur hôtel dans cette rue, mais il n'en indique pas l'époque.
Jean-Baptiste-Michel Renou de Chauvigné dit Jaillot ne trouve aucune preuve qu'ils aient acquis, ou vendu, une maison dans ce quartier, mais il cite un rôle de 1640 dans lequel on indique, « rue du Paon : maison appartenant à M. Bouthillier, surintendant des Finances, tenue par l'archevêque de Tours ». La demeure de ce prélat, et peut-être de l'un de ses successeurs, aurait pu faire donner à cet hôtel le nom qu'il a porté jusqu'à sa démolition.